# Henri Hamelin
Henri Hamelin, né le 2 août 1874 à Joigny (Yonne) et mort le 11 août 1945 à Paris (Seine), est un homme politique français.

## Biographie
Henri Alphonse Hamelin est le fils d'Émile Isidore Hamelin, imprimeur, et d'Eugénie Henriette Zanole. Conseiller général de Joigny, il est élu sénateur Gauche démocratique de l'Yonne du 10 décembre 1922 au 31 décembre 1944.
Franc-maçon, il est démis d'office de ses mandats, en 1941, en application de la loi sur les sociétés secrètes,. 
Questeur du Sénat de 1936 à 1940, il reste à Paris afin d'assurer la gestion des bâtiments du Sénat jusqu'en 1942